# Boxe aux Jeux olympiques d'été de 1980
Navigation
Montréal 1976 Los Angeles 1984
Aux Jeux olympiques d'été de 1980, onze épreuves de boxe anglaise se sont disputées du 20 juillet au 2 août 1980 à Moscou, URSS. 
Cette édition a été marquée par le boycott de plusieurs pays occidentaux parmi lesquels les États-Unis, le Canada, l’Argentine, la RFA mais également la Turquie, l’Iran, la Chine, le Japon, la Corée du Sud ou encore la Thaïlande.

## Résultats

### Podiums

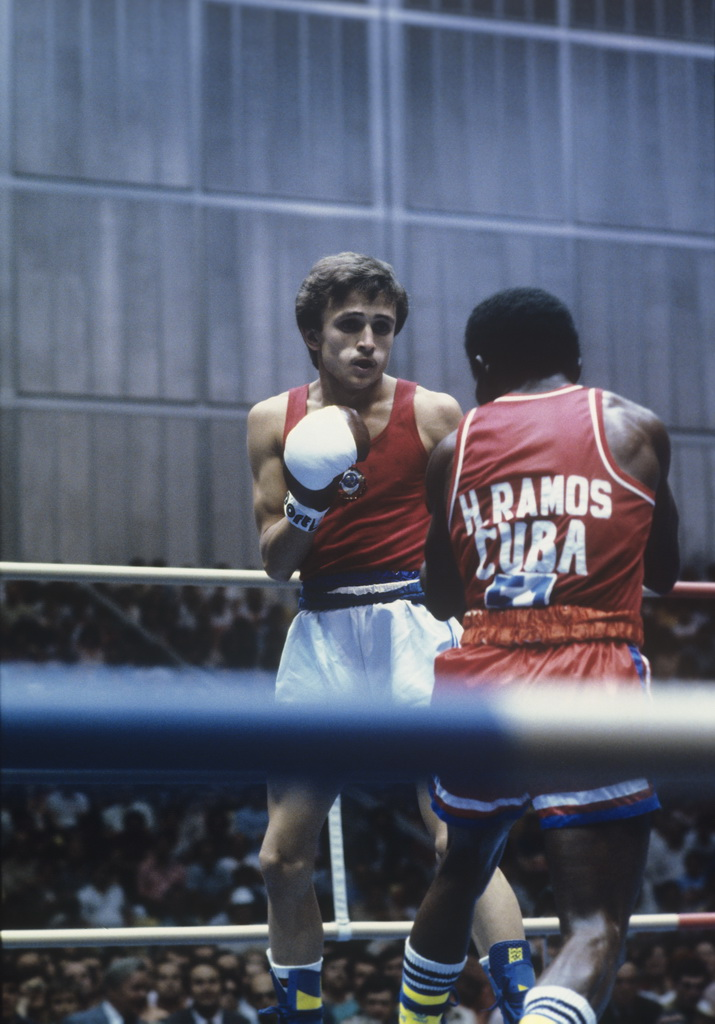
Shamil Sabirov et Hipólito Ramos lors de la finale des poids mi-mouches.

| Catégories                    | Or                   | Argent                | Bronze                               |
| Poids mi-mouches (-48 kg)     | Shamil Sabirov       | Hipólito Ramos        | Ri Byong-uk Ivailo Marinov           |
| Poids mouches (-51 kg)        | Petar Lesov          | Viktor Miroshnichenko | Hugh Russell János Váradi            |
| Poids coqs (-54 kg)           | Juan Hernández Pérez | Bernardo Piñango      | Michael Anthony Dumitru Cipere       |
| Poids plumes (-57 kg)         | Rudi Fink            | Adolfo Horta          | Viktor Rybakov Krzysztof Kosedowski  |
| Poids légers (-60 kg)         | Ángel Herrera        | Viktor Demyanenko     | Kazimierz Adach Richard Nowakowski   |
| Poids super-légers (-63,5 kg) | Patrizio Oliva       | Serik Konakbayev      | Anthony Willis Jose Aguilar          |
| Poids welters (-67 kg)        | Andres Aldama        | John Mugabi           | Karl-Heinz Krüger Kazimierz Szczerba |
| Poids super-welters (-71 kg)  | Armando Martínez     | Aleksandr Koshkyn     | Ján Franek Detlef Kästner            |
| Poids moyens (-75 kg)         | José Gómez           | Viktor Savchenko      | Valentin Silaghi Jerzy Rybicki       |
| Poids mi-lourds (-81 kg)      | Slobodan Kačar       | Pawel Skrzecz         | Herbert Bauch Ricardo Rojas          |
| Poids lourds (+81 kg)         | Teófilo Stevenson    | Pyotr Zayev           | István Lévai Jürgen Fanghänel        |

### Tableau des médailles
Un classement des médailles dominé par les boxeurs cubains qui remportèrent six médailles d'or. 
| Place | Pays               | Médaille d'or, Jeux olympiques | Médaille d'argent, Jeux olympiques | Médaille de bronze, Jeux olympiques | Total |
| ----- | ------------------ | ------------------------------ | ---------------------------------- | ----------------------------------- | ----- |
| 1     | Cuba               | 6                              | 2                                  | 2                                   | 10    |
| 2     | Union soviétique   | 1                              | 6                                  | 1                                   | 8     |
| 3     | Allemagne de l'Est | 1                              | 0                                  | 5                                   | 6     |
| 4     | Bulgarie           | 1                              | 0                                  | 1                                   | 2     |
| 5     | Italie             | 1                              | 0                                  | 0                                   | 1     |
| -     | Yougoslavie        | 1                              | 0                                  | 0                                   | 1     |
| 7     | Pologne            | 0                              | 1                                  | 4                                   | 5     |
| 8     | Ouganda            | 0                              | 1                                  | 0                                   | 1     |
| -     | Venezuela          | 0                              | 1                                  | 0                                   | 1     |
| 10    | Roumanie           | 0                              | 0                                  | 2                                   | 2     |
| -     | Hongrie            | 0                              | 0                                  | 2                                   | 2     |
| 12    | Tchécoslovaquie    | 0                              | 0                                  | 1                                   | 1     |
| -     | Royaume-Uni        | 0                              | 0                                  | 1                                   | 1     |
| -     | Guyana             | 0                              | 0                                  | 1                                   | 1     |
| -     | Irlande            | 0                              | 0                                  | 1                                   | 1     |
| -     | Corée du Nord      | 0                              | 0                                  | 1                                   | 1     |
| Total | 16 pays médaillés  | 11                             | 11                                 | 22                                  | 44    |